# La Méaugon
La Méaugon is een gemeente in het Franse departement Côtes-d'Armor, in de regio Bretagne. De plaats maakt deel uit van het arrondissement Saint-Brieuc. La Méaugon telde op 1 januari 2022 1.326 inwoners.

## Geografie
De oppervlakte van La Méaugon bedroeg op 1 januari 2022 6,78 vierkante kilometer; de bevolkingsdichtheid was toen 195,6 inwoners per km².
De onderstaande kaart toont de ligging van La Méaugon met de belangrijkste infrastructuur en aangrenzende gemeenten.

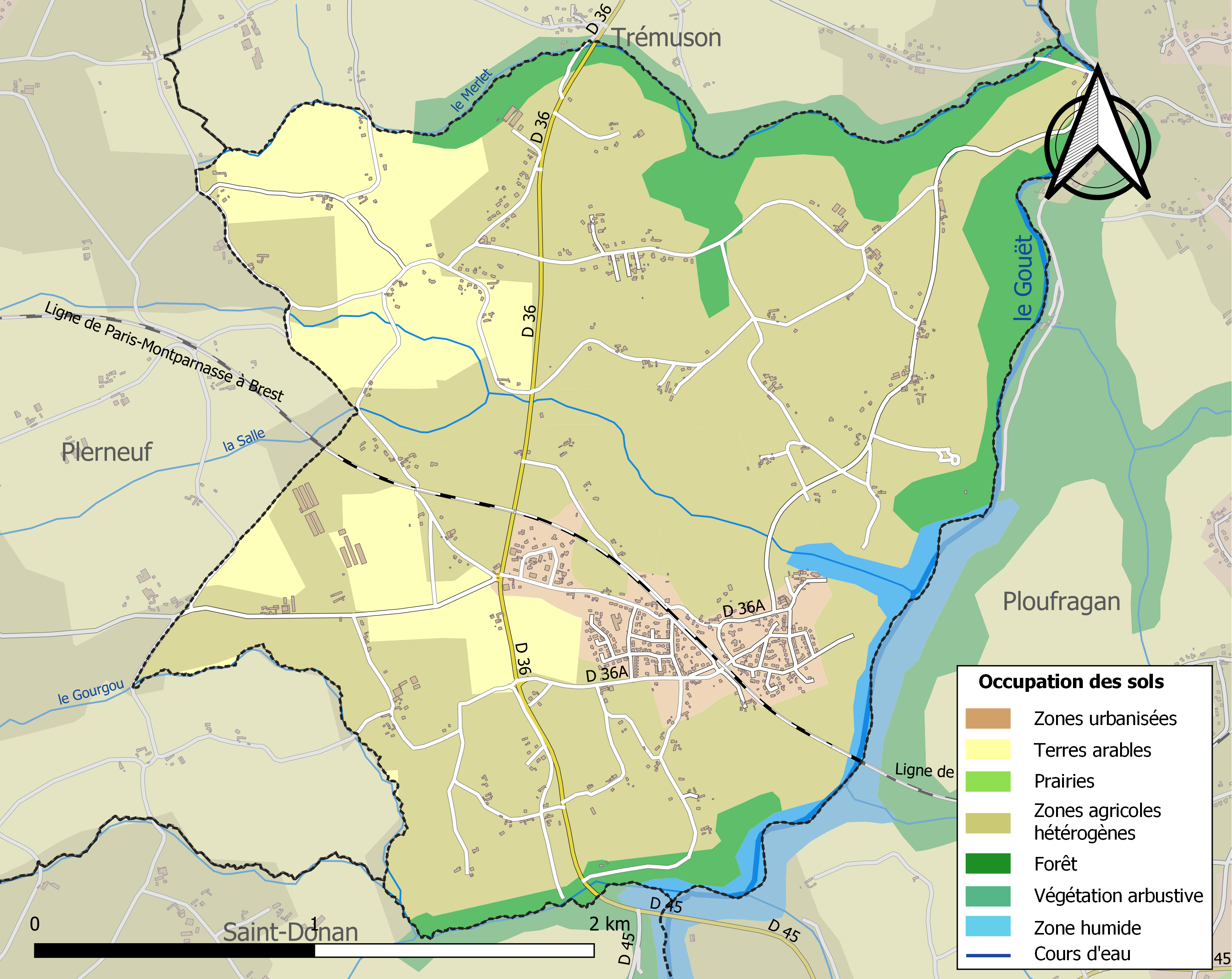

## Verkeer en vervoer
In de gemeente ligt de spoorweghalte La Méaugon.

## Demografie
Onderstaande figuur toont het verloop van het inwonertal (bron: INSEE-tellingen).